# Kuba Jabłoński
Kuba Jabłoński (ur. 15 października 1972 w Warszawie) – polski perkusista.

## Życiorys
Absolwent Państwowej Szkoły Muzycznej im. J. Elsnera w Warszawie. W połowie lat 90. pracował jako dziennikarz muzyczny w Radiu WAWA. Profesjonalną karierę perkusisty zaczynał w zespole Gardenia, następnie nawiązał współpracę z Kazikiem Staszewskim przy jego solowym projekcie Kazik na Żywo. Od 1994 gra w Lady Pank. Występował także z Janem Borysewiczem przy jego projektach Jan Bo i Borysewicz & Kukiz.
Oprócz płyt nagranych w składzie Lady Pank i Jana Bo w 1995 wziął udział w nagraniu Tribute to Eric Clapton, w 1996 zagrał na płycie Jacka Skubikowskiego ...jak cytrynę.... Na koncertach w 2003 występował też z Alicją Janosz, której towarzyszył m.in. podczas jej występu w krajowych eliminacjach do 48. Konkursu Piosenki Eurowizji. W 2007 wspólnie z Michałem Kwiatkowskim i Pawłem Nazimkiem nagrał drugi album zespołu Ur pt. Spirit. W 2008 współzałożył zespół Freedom, z którym występował w rock operze Krzyżacy. W 2010 zaczął występować pod pseudonimem „Q” w formacji Neo Retros.

## Dyskografia

### Lady Pank
- NANA (1994)
- Akustycznie: Mała wojna (1995) (koncert akustyczny)
- Gold (1995)
  - premierowe nagranie „Zakrętka”
- Międzyzdroje (1996)
- Zimowe graffiti (1996)
- W transie (1997)
- Łowcy głów (1998)
- Koncertowa (1999) (nagranie koncertowe + „Rozmowa z...” i „Do Moniki L.”)
- The Best of Lady Pank (reedycja z 1999)
  - premierowe nagranie „Byś imię miał”
- Nasza reputacja (2000)
- Besta besta (2002)
  - premierowe nagrania „7-me niebo nienawiści” i „Konie w mojej głowie”
- Teraz (2004)
- Strach się bać (2007)
- Trójka Live! (2008)
- Maraton (2011)
- Symfonicznie (2012)
- Akustycznie (2015)
- Miłość i władza (2016)
- Zimowe graffiti 2 (2017)
- LP1 (2018)
- LP40 (2021)
- MTV Unplugged (2022)[6]

### Inne
- Kazik na Żywo – Na żywo, ale w studio (1994)
- Jan Bo – Moja wolność (1995)
- Różni wykonawcy – Tribute to Eric Clapton (1995)
  - w utworze „Sunshine of Your Love”
- Jacek Skubikowski – ...jak cytrynę... (1996)
- Różni wykonawcy – Być wolnym (1997)
  - perkusja w utworach „Choćby nie wiem co”, „Byś imię miał” oraz chórki w „Blustery Nite Tour”
- E=mc² (soundtrack) – „Niby jestem niby nie”, „Jeśli tylko chcesz” (2002)
- Borysewicz & Kukiz – Borysewicz & Kukiz (2003)
- Spirit – Ur (2007)
- Leszek Cichoński – The Best Of Studio & Live (2008)[7]
- Hey Jimi – Polskie gitary grają Hendrixa – projekt Leszka Cichońskiego (2008)
  - perkusja w utworze „Power Of Soul”
- Zero – soundtrack (2009)
  - perkusja w utworze „Nic się nie stało”
- Jan Bo – Miya (2010)
- Neo Retros – Listen to Your Leader (2011)
- Freedom – Krzyżacy – Rock + Opera na podstawie powieści Henryka Sienkiewicza (2011)
- Neo Retros – The Legend of Legends (2012)
- Janusz Panasewicz – Fotografie (2014)
- Kielich – Drapacz chmur (2015)
- AKX – Legopunk (2017)
- AKX – Play (2021)[8]